# Bye Bye Man – A rettegés neve
A Bye Bye Man – A rettegés neve (eredeti cím: The Bye Bye Man) 2017-ben bemutatott amerikai természetfeletti horrorfilm, melyet Stacy Title rendezett, valamint Jonathan Penner és Robert Damon Schneck írt. A főszerepet Douglas Smith, Lucien Laviscount, Cressida Bonas, Doug Jones, Carrie-Anne Moss, Faye Dunaway és Jenna Kanell alakítja.
Az Amerikai Egyesült Államokban 2017. január 13-án mutatták be, míg Magyarországon két hónappal később szinkronizálva, április 27-én a Freeman Film forgalmazásában.
Általánosságban többnyire vegyes értékeléseket kapott a kritikusoktól. A Metacritic oldalán a film értékelése 37% a 100-ból, ami 22 véleményen alapul. A Rotten Tomatoeson a Bye Bye Man – A rettegés neve 23%-os minősítést kapott, 62 értékelés alapján.

## Történet
|  | Alább a cselekmény részletei következnek! |

1969 tavaszán tömeggyilkosság történik, melyben egy férfi megöl néhány embert a környéken. Ahogyan a szomszédokat űzi puskával az otthonaikban, folyamatosan azt kérdezi tőlük, hogy beszéltek-e bárkinek is egy bizonyos "névről", ami nem mondható ki. A férfi ekkor ugyanezeket kezdi el ismételgeti: "Ne mondd ki, ne gondolj rá, ne mondd ki, ne gondolj rá".
Napjainkban, Elliot (Douglas Smith), a barátnője, Sasha (Cressida Bonas) és a legjobb barátja, John (Lucien Laviscount) nem messze a fősulijuktól beköltöznek egy kampuszba, ahol senki nem lakik. Hamarosan furcsa dolgok kezdenek el történni a házban, amikor Eliiot talál egy érmét az éjjeliszekrényén, amit ha betesz a fiókba, újra megjelenik kívül, ekkor talál rá az írásra, ami a fiók belsejébe van felkarcolva: "Ne mondd ki, ne gondolj rá" és egy nevet: A Bye Bye Mant. Sasha pedig elkezd köhögni. Egy esti összejövetel után, egy médium barátjuk, Kim megemlíti a nevet. Sasha továbbra is egyre jobban betegszik, majd Elliot és John elkezdenek hallucinációkat látni, hogy idegen tevékenységeket követnek el. Elliot gyanakodni kezd, hogy Sasha megcsalja őt Johnnal. Elliot testvére, Virgil is gyanakodik. Kim meghal, miután elüti őt egy vonat. Shaw nyomozó (Carrie-Anne Moss) megkérdőjelezi Elliotot, majd szabadon engedi, amikor kiderül Kim öngyilkossági feljegyzései. Megölte az egyik szobatársát és tervezte, hogy végez Elliottal, Sashaval és Johnnal is.
A könyvtárban a könyvtáros mutat Elliotnak egy dokumentációt a Bye Bye Man-ről (Doug Jones); Egy tinédzser megölte a családját, és azt mondta egy riporternek, hogy valójában a Bye Bye Man tette. Ugyanez a riporter később a 60-as években lett tömegmészárló, aki megölte magát, miután rájött, hogy az emberek tudnak a Bye Bye Man-ről. Elliot meglátogatja a riporter özvegyét, aki elárulja, hogy az átok őrületeket, hallucinációkat és végül halált okoz. Az eljövetel jelei; egy titokzatosan megjelenő érme, közelgő vonat hangja, és egy nagy bőr nélküli vadászkutya. Az egyetlen mondja annak, hogy megakadályozzák malőrt, nem szabad gondolniuk a névre vagy beszélniük róla. Ha valaki már tudja, annak meg kell halnia. A könyvtáros nőt véletlenül elüti Elliot az autójával, miután ő mindenkit megölt az otthonában, majd a fiúval is végezni akart.
Sacha és John szintén hallucinációkban szenvednek. Elliot leszúrja Johnt, mert azt képzeli, hogy Sashát bántja, de amikor a holttestet jobban felemeli, azt látja, hogy Sashát szúrta le John helyett. A Bye Bye Man megjelenik és Elliot hallucinálni kezd. Elliot elbúcsúzik Virgiltől és a lányától, Alice-től, majd a fegyverrel fejbelővi magát, hogy megállítja az egész folyamatot. Mielőtt az egész ház lángokba állni, Alice és Virgil elmenekülnek onnan.
Hazafelé menet, Alice elmondja az apjának, hogy megtalálta az érméket és az éjjeliszekrényt a ház melletti kukáknál, az írásokkal együtt. Azonban nem tudta elolvasni a gyenge éjszakai látása miatt. Shaw nyomozó megérkezik a helyszínre, és látja, hogy John még életben van, súlyosan megsebesülve. A nyomozó fülébe ezt suttogja bele; "Bye Bye Man" ezzel arra utalva, hogy az átok újra el fog kezdődni.
|  | Itt a vége a cselekmény részletezésének! |

## Szereplők
| Színész           | Szereplő      | Magyar hang    |
| ----------------- | ------------- | -------------- |
| Douglas Smith     | Elliot        | Borbíró András |
| Lucien Laviscount | John          | Gacsal Ádám    |
| Cressida Bonas    | Sasha         | Czető Zsanett  |
| Doug Jones        | Bye Bye Man   | nem szólal meg |
| Carrie-Anne Moss  | Shaw nyomozó  | Spilák Klára   |
| Faye Dunaway      | Redmon özvegy | Hámori Ildikó  |
| Leigh Whannell    | Larry         | Dévai Balázs   |
| Cleo King         | Mrs. Watkins  | Makay Andrea   |